# Byebye

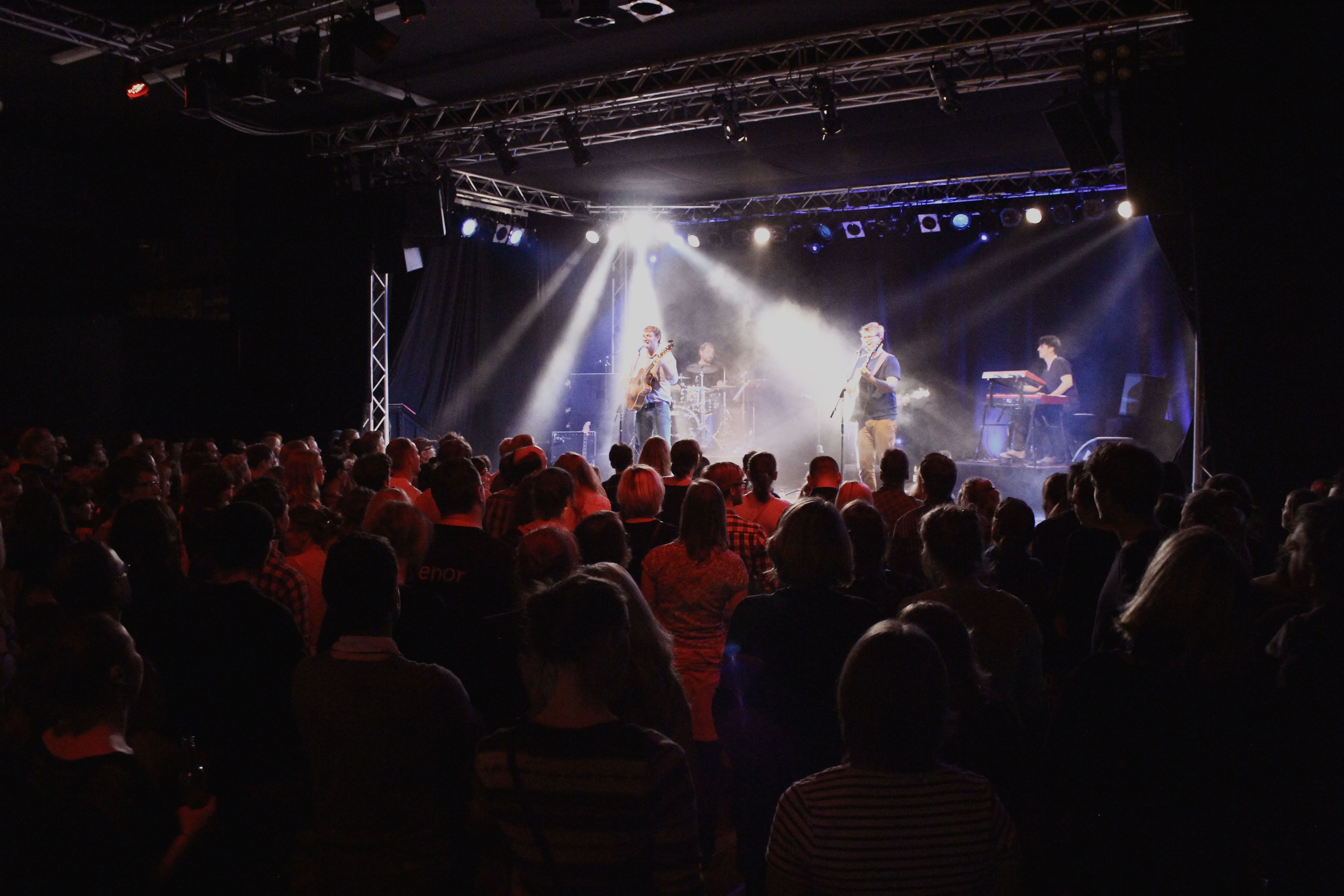
byebye zur Tour 2013 mit Band zur Veröffentlichung des Debütalbums Du weißt wieso im Werk 2 in Leipzig

byebye war die Band der beiden Sänger und Songwriter Oliver Haas (* 1988) und Tim Ludwig (* 1982) aus Leipzig, die meist mit zwei akustischen Gitarren, zweistimmigem Gesang und deutschen Texten auftritt.
Die Musik, vom Duo selbst als „Akustikpop“ bezeichnet, bewegt sich zwischen Popmusik, Funk und Singer-Songwritermusik und ist sehr vom perkussiven Gitarrenspiel der Musiker beeinflusst. Den charakteristischen Livesound von byebye ergibt die Mischung aus Western- und Konzertgitarre.

## Geschichte
Die beiden Sänger lernten sich in der Schulzeit auf der Max-Klinger-Schule in Leipzig kennen. Nach dem Lehramts-Studium an der Universität Leipzig beschlossen sie, sich von der Zukunft als Lehrer zu verabschieden, eine Band zu gründen und ihre Lieder gemeinsam auf die Bühne zu bringen. Den ersten Auftritt als byebye hatten sie am 26. Oktober 2011 auf dem Songslam von Julius Fischer und Tim Thoelke in der Moritzbastei Leipzig.
Die Studio-Aufnahmen führt byebye weitestgehend in Eigenregie, nachdem die erste CD fünfkommafünf Lieder komplett im Wohnzimmer produziert wurde. Seine Alben veröffentlicht byebye beim eigens gegründeten Label „Kopf an, Tür auf“.
Nachdem die Radiosender MDR Figaro und Deutschlandfunk das Duo auf die Bühne des Theaterkahns in Dresden eingeladen hatten und das Debütalbum Du weißt wieso beim Kulturradio des Mitteldeutschen Rundfunks im August 2013 zur CD der Woche erklärt wurde, bekam die Band erste Aufmerksamkeit auch beim bundesweiten Sender Deutschlandradio kultur.
byebye gewann im Zuge des Booms der Poetry-Slam-Szene deutschlandweit zahlreiche Liedermacher-Slamveranstaltungen, auf denen sich Musiker im Wettbewerb messen.
Ihre Wohnzimmerkonzerttour führte die beiden Songwriter durch über 200 private Wohnungen in deutschlandweit über 30 Städten. 2013 tourte byebye mit Band, 2014 und 2015 im Duo durch Clubs und Konzertlocations in 25 Städten und
waren unter anderem im Vorprogramm von Alin Coen, Colin Hay, Dota und Phrasenmäher zu hören.

## Auszeichnungen
- 2015 Publikums- und Jurypreisträger beim Troubadour Musikwettbewerb in Stuttgart.[5][6]
- 2013 Gewinner des vom Berliner Senat geförderten, internationalen Singer-Songwriter-Wettbewerbes Troubadour – modern minstrels in der Wabe in Berlin.[7][8]

## Trivia
2012 versammelte byebye für das Musikvideo zu Irgendwo im Nirgendwo rund einhundert Menschen zum Mittanzen auf der Sachsenbrücke in Leipzig. Ein Jahr später zersägte das Duo im Video zum Lied Cabrio im Regen einen Golf II.

## Diskografie
Alben
- 2012: Fünfkommafünf Lieder
- 2013: Du weißt wieso
- 2016: Eine dir unbekannte Band
- 2021: ByeBye & Band das Live Album